# ماكس فرينكل
ماكس فرينكل (ولد في 14 أبريل 1938 في زيورخ؛ توفي في 14 سبتمبر 2022 في زوشويل ) كان صحفيًا سويسريًا .

## حياته
وُلِد ماكس فرينكل ابنًا للتاجر هيرمان فرينكل وزوجته مينا إسرين. بعد كلية إدارة الأعمال، درس القانون في جامعة زيورخ وحصل على الدكتوراه في عام 1967 تحت إشراف فيرنر كاجي.
خلال فترة عمله في صحيفة NZZ، ركز بشكل مكثف على الصراع العنيف آنذاك حول الأصول اليهودية الخاملة في البنوك السويسرية وتداعيات الحرب العالمية الثانية (إلى جانب صحفيين آخرين في NZZ، وخاصة في العمود "ظلال الحرب العالمية الثانية"). في عام 2013، صرح بأنه كيهودي كان حرًّا في قول أشياء كان من الممكن انتقادها باعتبارها معادية للسامية لو قالها غير اليهود.
كان أسلوبه يتجاوز في بعض الأحيان النقد الشخصي والاجتماعي النموذجي للكتاب العموديين، تجاه أفراد مثل ميشلين كالمي ري، أو أدولف موشج، أو ماكس فريش، وعادة ما يكون ذلك تجاه الأشخاص على يسار الطيف السياسي.
كان فرينكل عضوًا في المجلس البلدي لمدينة زوتشويل من عام 1977 إلى عام 1988 كممثل للحزب الديمقراطي الحر . كان مقدمًا في الجيش السويسري. كان فرينكل غير متزوج ويعيش في زوتشويل. في سنواته الأخيرة عانى من مرض باركنسون. ودٌفِن في مقبرة بلدته.

## الجوائز
- جائزة دولة برن لعام 1984 (منحتها كانتون فود من تبرع من كانتون برن)
- جائزة والتر وفيرينا سبول لعام 2001
- جائزة دورون 2005

## مشاركاته
كان فرينكل مؤسسًا للعديد من المنظمات وتولى مناصب مسؤولة في الشركات التالية:
- المؤتمر السويسري للمعلوماتية (SIK)
- معهد أبحاث الفيدرالية والهياكل الإقليمية في ريهين
- معهد الفيدرالية في فرايبورغ أوه.
- معهد برن للأفلام
- سينماتيك السويسرية
- المركز الرياضي Zuchwil AG
- زميل زائر في مركز أبحاث العلاقات المالية الفيدرالية (الجامعة الوطنية الأسترالية كانبيرا 1978)
- رئيس مؤسسة ميلتون راي هارتمان في برن
- رئيس مؤسسة أورتلي (2007-2012)
- مجلس إدارة خادم التعليم السويسري educa.ch

## المنشورات (مختارة)
- والتر رينشلر ، إليزابيث كوب ، ماكس فرينكل: سويسرا. لجنة العمل السويسرية للحفاظ على الحرية، زيورخ 1962.
- مؤسسات الرقابة الإدارية. شولثيس، زيورخ 1969 (= مساهمات زيورخ في العلوم القانونية. سلسلة جديدة، المجلد 308؛ أطروحة).
- الفيدرالية كشراكة: الترابط والاستقلالية في الدولة الفيدرالية. لانغ، برن 1977 (= منشورات معهد أبحاث الفيدرالية والهياكل الإقليمية ريهين/بازل. رقم 2)، ISBN 3-261-02910-2 .
- الفيدرالية والدولة الفيدرالية: النظام والقانون ومشاكل الدولة الفيدرالية في ظل التوتر بين الديمقراطية والفيدرالية. 2 مجلدين. لانغ، برن 1984/86، ISBN 3-261-03383-5 ، ISBN 3-261-03546-3 (= منشورات معهد أبحاث الفيدرالية والهياكل الإقليمية ريهين/بازل. رقم 14/15).
- عذراً – أبجديات السياسة السويسرية غير الصحيحة. مؤسسة فونتوبل ، زيورخ 2004.

## الأدب
- كريستوف ويرلي: استخدام الحرية – حول وفاة ماكس فرينكل. في: صحيفة نويه تسورخر تسايتونج ، 16 سبتمبر 2022 ( نسخة إلكترونية ).

## روابط الويب
- [https://portal.dnb.de/opac.htm?method=simpleSearch&query=170124118

```
نصوص عن ماكس فرينكل] في فهرس 
مكتبة ألمانيا الوطنية
 
```

- Website von Max Frenkel (Archiv)